# Vittorio Metz
Vittorio Metz (Roma, 18 luglio 1904 – Roma, 4 marzo 1984) è stato uno scrittore, umorista, sceneggiatore, autore di programmi televisivi e regista cinematografico italiano.

## Biografia
La sua lunga carriera, iniziata nel teatro per ragazzi, lo portò alle più svariate collaborazioni in campo giornalistico, cinematografico e televisivo, dove trovarono espressione la sua inventiva e la sua vena satirica. Dopo aver collaborato al «Corriere dei Piccoli», fu tra i fondatori del «Bertoldo» nel 1939.
A partire dagli anni cinquanta del XX secolo lavorò in televisione come autore di commedie musicali e spettacoli di varietà; il suo nome è spesso legato a quello di Marcello Marchesi, con cui firmò una serie di programmi di successo (Ti conosco mascherina, 1955; La piazzetta, 1956; il serial per ragazzi Giovanna, la nonna del Corsaro Nero, 1961). Sempre con Marchesi collaborò alla sceneggiatura ed alla regia di alcuni film di Erminio Macario (Imputato, alzatevi!, 1939), di Totò (Totò cerca moglie, 1950; Totò sceicco, 1950) e altri successi della commedia all'italiana; non altrettanto fortunate furono le loro prove come registi (Milano miliardaria, 1951). Pubblicò anche raccolte di massime e proverbi e libri umoristici (Mia moglie a 45 giri, Roma in cocci).
Negli anni settanta collaborò al «Candido» di Giorgio Pisanò.
Morì a Roma il 4 marzo 1984 e venne sepolto al cimitero del Verano.

## Filmografia parziale

### Regia, sceneggiatura e soggetto
- Era lui, si, si!, co-regia con Marcello Marchesi (1951)
- Milano miliardaria, co-regia con Marcello Marchesi (1951)

### Regia e sceneggiatura
- Sette ore di guai, co-regia con Marcello Marchesi (1951)
- Il mago per forza, co-regia con Marino Girolami e Marcello Marchesi (1951)
- Tizio Caio Sempronio, co-regia con Marcello Marchesi e Alberto Pozzetti (1952)
- Noi due soli, co-regia con Marcello Marchesi e Marino Girolami (1952)

### Regia e soggetto
- Lo sai che i papaveri..., co-regia con Marcello Marchesi (1952)

### Sceneggiatura e soggetto
- Non me lo dire!, regia di Mario Mattoli (1940)
- Pazzo d'amore, regia di Giacomo Gentilomo (1942)
- C'è un fantasma nel castello, regia di Giorgio Simonelli (1942)
- Il fanciullo del West, regia di Giorgio Ferroni (1942)
- Arcobaleno, regia di Giorgio Ferroni (1943)
- L'avventura di Annabella, regia di Leo Menardi (1943)
- Macario contro Zagomar, regia di Giorgio Ferroni (1944)
- Circo equestre Za-bum, regia di Mario Mattoli (1945)
- Tutta la città canta, regia di Riccardo Freda (1945)
- Partenza ore 7, regia di Mario Mattoli (1946)
- 11 uomini e un pallone, regia di Giorgio Simonelli (1948)
- Totò al giro d'Italia, regia di Mario Mattoli (1948)
- Accidenti alla guerra!..., regia di Giorgio Simonelli (1948)
- Adamo ed Eva, regia di Mario Mattoli [1949)
- Totò le Mokò, regia di Carlo Ludovico Bragaglia (1949)
- Totò sceicco, regia di Mario Mattoli (1950)
- Tototarzan, regia di Mario Mattoli (1950)
- Figaro qua, Figaro là, regia di Carlo Ludovico Bragaglia (1950)
- I cadetti di Guascogna, regia di Mario Mattoli (1950)
- Totò cerca moglie, regia di Carlo Ludovico Bragaglia (1950)
- Bellezze in bicicletta, regia di Carlo Campogalliani (1951)
- La paura fa 90, regia di Giorgio Simonelli (1951)
- Arrivano i nostri, regia di Mario Mattoli (1951)
- Il padrone del vapore, regia di Mario Mattoli (1951)
- Era lei che lo voleva!, regia di Marino Girolami e Giorgio Simonelli (1953)
- Io piaccio, regia di Giorgio Bianchi (1955)
- La moglie è uguale per tutti, regia di Giorgio Simonelli (1955)
- Totò lascia o raddoppia?, regia di Camillo Mastrocinque (1956)
- Susanna tutta panna, regia di Steno (1957)
- Femmine tre volte, regia di Steno (1957)
- Totò, Vittorio e la dottoressa, regia di Camillo Mastrocinque (1957)
- Buongiorno primo amore!, regia di Marino Girolami e Antonio Momplet (1957)
- Totò a Parigi, regia di Camillo Mastrocinque (1958)
- Mia nonna poliziotto, regia di Steno (1958)
- Domenica è sempre domenica, regia di Camillo Mastrocinque (1958)
- Totò, Eva e il pennello proibito, regia di Steno (1959)
- I tartassati, regia di Steno (1959)
- La cambiale, regia di Camillo Mastrocinque (1959)
- Il terrore della maschera rossa, regia di Luigi Capuano (1959)
- Fantasmi e ladri, regia di Giorgio Simonelli (1959)
- Le olimpiadi dei mariti, regia di Giorgio Bianchi (1960)
- Femmine di lusso, regia di Giorgio Bianchi (1960)
- Appuntamento a Ischia, regia di Mario Mattoli (1960)
- A noi piace freddo...!, regia di Steno (1960)
- Psycosissimo, regia di Steno (1961)
- Sua Eccellenza si fermò a mangiare, regia di Mario Mattoli (1961)
- Maciste contro Ercole nella valle dei guai, regia di Mario Mattoli (1961)
- Totò diabolicus, regia di Steno (1962)
- Appuntamento in Riviera, regia di Mario Mattoli (1962)
- Uno strano tipo, regia di Lucio Fulci (1963)
- Gli onorevoli, regia di Sergio Corbucci (1963)
- 002 agenti segretissimi, regia di Lucio Fulci (1964)
- 00-2 Operazione Luna, regia di Lucio Fulci (1965)
- I due parà, regia di Lucio Fulci (1965)
- I legionari dello spazio, regia di Italo Alfaro (1966) - serie TV
- Una ragazza tutta d'oro, regia di Mariano Laurenti (1967)
- I ragazzi di Bandiera Gialla, regia di Mariano Laurenti (1967)
- I tre che sconvolsero il West (Vado, vedo e sparo), regia di Enzo G. Castellari (1968)
- I nipoti di Zorro, regia di Marcello Ciorciolini (1968)

### Sceneggiatura
- Lo vedi come sei... lo vedi come sei?, regia di Mario Mattoli (1939)
- Imputato, alzatevi!, regia di Mario Mattoli (1939)
- Il pirata sono io!, regia di Mario Mattoli (1940)
- Cenerentola e il signor Bonaventura, regia di Sergio Tofano (1942)
- Dove sta Zazà?, regia di Giorgio Simonelli (1947)
- L'imperatore di Capri, regia di Luigi Comencini (1949)
- Biancaneve e i sette ladri, regia di Giacomo Gentilomo (1949)
- Il monello della strada, regia di Carlo Borghesio (1950)
- La bisarca, regia di Giorgio Simonelli (1950)
- 47 morto che parla, regia di Carlo Ludovico Bragaglia (1950)
- Totò terzo uomo, regia di Mario Mattoli (1950)
- Una bruna indiavolata, regia di Carlo Ludovico Bragaglia (1951)
- Io sono il Capataz, regia di Giorgio Simonelli (1951)
- Libera uscita, regia di Duilio Coletti (1951)
- Era lei che lo voleva, regia di Marino Girolami e Giorgio Simonelli (1952)
- Se vincessi cento milioni, regia di Carlo Campogalliani e Carlo Moscovini (1953)
- Siamo uomini o caporali?, regia di Camillo Mastrocinque (1955)
- Totò all'inferno, regia di Camillo Mastrocinque (1955)
- Il campanile d'oro, regia di Giorgio Simonelli (1955)
- Un militare e mezzo, regia di Steno (1959)
- La duchessa di Santa Lucia, regia di Roberto Bianchi Montero (1959)
- La ragazza di mille mesi, regia di Steno (1961)

### Soggetto
- Totò cerca casa, regia di Steno e Mario Monicelli (1949)
- È arrivato il cavaliere, regia di Steno e Mario Monicelli (1950)
- Totò, Peppino e i fuorilegge, regia di Camillo Mastrocinque (1956)
- Pugni pupe e marinai, regia di Daniele D'Anza (1961)
- I moschettieri del mare, regia di Steno (1961)
- Yellow: le cugine, regia di Gianfranco Baldanello (1969)
- Stanza 17-17 palazzo delle tasse, ufficio imposte, regia di Michele Lupo (1971)

## Varietà radiofonici Rai
- S.P.Q.R., conferenza con fotografie di Vittorio Metz, regia di Franco Rossi, trasmessa il 14 giugno 1947.
- Quell'uom dal fiero aspetto, rivista di Vittorio Merz, regia di Nino Meloni, trasmessa il 19 novembre 1948.

## Principali opere letterarie
- La teoria sarebbe questa: romanzo umoristico, Milano, Rizzoli (1935)
- Selciato di Roma, Milano, Rizzoli (1942)
- Mia moglie a 45 giri, Milano, Rizzoli (1963)
- Giovanna, la nonna del corsaro nero, Milano, Rizzoli (1962)
- Mezzo secolo di risate ... a TuttoMetz: i più famosi scritti di Vittorio Metz caposcuola dell'umorismo italiano, dai mitici anni Trenta del Marc'Aurelio e del Bertoldo ai giorni nostri, prefazione di Oreste Del Buono, Milano, SugarCo (1985)